# Istruttore subacqueo

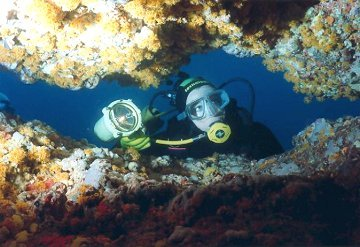
Un subacqueo mentre esplora l'ingresso di una grotta sommersa

L'istruttore subacqueo è colui che ha titolo e relativa esperienza atta all'insegnamento della pratica della immersione subacquea e al rilascio di specifico titolo, diploma o brevetto. Tale figura anticamente era prevalentemente un appartenente alle unità delle varie marine militari poiché l'attività subacquea inizialmente era un'attività complessa e costosa poiché si poteva svolgere solo con attrezzature specifiche ideate per utilizzi militari e relativo impiego di mezzi e personale tecnico di assistenza e quindi con uso di scafandri vincolati alle imbarcazioni di appoggio e complessi sistemi di respirazione, vedi il palombaro.
Subito dopo la fine della II guerra mondiale, con la diffusione delle moderne attrezzature subacquee elaborate, sperimentate e utilizzate dal reparto segreto del Gruppo Gamma della Marina Militare Italiana, durante tale conflitto, e che permettono l'immersione in modo autonomo, si rese necessario trasformare gradualmente la scuola da Palombaro a Sommozzatore ed è così che iniziò verso gli anni cinquanta una diffusione sempre più vasta delle scuole di immersione subacquea anche in ambito civile e sportivo e quindi della necessità di avere degli istruttori subacquei. Inizialmente questi erano dei sommozzatori specializzati di grande esperienza e che venivano chiamati Istruttori subacquei.
Con la conseguente necessità di rilasciare i relativi certificati e brevetti venne istituita dalla Marina Militare e poi dalla FIPS la figura ufficiale e certificata di Istruttore Subacqueo. Con la grandissima diffusione delle moderne attrezzature subacquee e delle relative attività subacquee in tutto il mondo ed in tutti i settori, che vanno dalla difesa al soccorso, ai lavori marittimi e alle pratiche sportive e turistiche, l'istruttore subacqueo è attualmente la figura più importante di tali attività ed è una professione molto ricercata soprattutto nelle località turistiche marine e lacustri. Per tale motivo, alla FIPS si sono aggiunte nel tempo moltissime agenzie didattiche nazionali e internazionali, che vanno sotto vari nomi e che sono molto conosciute, tra cui la FIAS, la PADI, la SNSI, la SSI, l'ANIS, la RAID,  la PSS, la TSA e molte altre ancora.